# The Food Wife
The Food Wife, titulado La esposa aficionada en Hispanoamérica y La gastroesposa en España, es el quinto episodio de la vigesimotercera temporada de la serie de animación Los Simpson. Se emitió el 13 de noviembre de 2011 en Estados Unidos por FOX.

## Sinopsis
Por su buen comportamiento en casa Homer lleva a Bart y Lisa a una convención de juegos, donde se divierten mucho, cuando regresan a casa Marge les ordena a sus hijos ayudarle a limpiar la casa pero Homer los rescata y por eso sus hijos lo llaman el papá divertido y eso molesta a Marge ya que ella quiere ser también divertida.
Entonces una noche lleva a los niños a pasear, pero a medio camino su auto se queda sin gasolina por eso se estacionan en el barrio etíope e ingresan a un restaurante mientras esperan ayuda. Dentro del restaurant, Marge decide pedir un plato realmente extravagante para que sus hijos crean que es divertida, cuando le traen su plato se sorprende porque resulta ser delicioso, en ese momento entran al restaurante el sujeto de las historietas cómicas, Mel Patiño, y otros ya que son degustadores de platos poco comunes dando su crítica sobre ellos, ellos quedan encantado con el plato de que ordenó Marge haciendo que ella pase una increíble noche.
Pasan los días y Marge con sus hijos comienzan a visitar varios restaurantes con menús atípicos para probar, por lo cual deciden crear su propio blog crítico gastronómico llamado The Three Mouthketeers (“Los Tres Gastroteros” en España y “Los Tres Bocateros” en Hispanoamérica) y se vuelven famosos e incluso reciben invitaciones para degustar los platos de un nuevo restaurante llamado El Chemistri (“El Quimistri” en Hispanoamérica), pero esto molesta mucho a Homer porque ya no se divierte con sus hijos, por eso compra entradas para el parque de diversiones de Krusty pero sus hijos lo rechazan porque ese mismo día es la inauguración de El Chemistri entonces Homer se pone a llorar y Marge siente pena por él y lo invita a ir con ellos, pero por la noche comienza a tener pesadillas porque cree que Homer le quitará el protagonismo con sus hijos, por eso a la mañana siguiente le da una diferente dirección de restaurante a Homer quien termina en la casa de un proveedor de metanfetaminas creyendo que es el restaurante.
Dentro del laboratorio de metanfetaminas, Homer está a punto de consumir, creyendo que es un nuevo plato, pero son interrumpidos por la policía entonces el proveedor enojado intenta golpear a Homer porque cree que él trajo a la policía, pero llega Marge y lo salva arrojándole un pedazo de comida del nuevo restaurante en la boca al proveedor que se atora y libera a Homer, ella le pide perdón y toda la familia va a divertirse en el parque de diversiones de Krusty.